# Liste der Monuments historiques in Montagney-Servigney
Die Liste der Monuments historiques in Montagney-Servigney führt die Monuments historiques in der französischen Gemeinde Montagney-Servigney auf.

## Liste der Immobilien
| Bezeichnung         | Beschreibung | Standort                               | Kennzeichnung | Schutzstatus   | Datum     | Bild           |
| ------------------- | --- | -------------------------------------- | ------------- | -------------- | --------- | -------------- |
| Forges de Montagney | Hüttenwerk, ab 1689 angelegt, nach 1850 zunächst als Mahlmühle und dann als Elektrizitätswerk genutzt; Gebäudebestand aus dem 18. und 19. Jahrhundert; mit wasserbaulichen Anlagen | Montagney, rue du Haut-Fourneau (Lage) | PA25000013    | Inscrit Classé | 1998 2004 | weitere Bilder |